# 수인산성
장흥 수인산성(長興 修仁山城)은 대한민국 전라남도 장흥군 유치면 대리에 있는 산성이다. 1982년 10월 15일 전라남도의 기념물 제59호로 지정되었다.
최초 축성연대와 규모에 대하여는 알 수 없으나 현재 석성으로 사방주위가 6km에 이르며 4~5m 높이를 유지하고 성벽과 수구 등이 완전한 석성이다. '세종실록지리지'에 성이 있었다는 기록이 있으며 '동국여지승람'에 “고려 말 도강·탐진·보성·장흥·영암 사람들이 모두 이곳에서 왜구를 피했으며, 조선시대에 성을 고쳐 쌓았다”는 기록이 있다. 성은 물림쌓기를 하였으며 조개껍질에 생석회를 사용하여 고정하였다. 고려 때 축조한 것으로 보며, 구한말 의병들이 사용하기도 했고 6·25 때도 사용되었다. 성내에 봉수지와 수인사지, 창고지 등 많은 건물지와 유구 등이 남아 호국성지로 활용되고 있다.

## 개요
전라남도 장흥군과 강진군의 경계를 이루고 있는 해발 561m의 수인산 산마루를 이어 돌로 쌓아 만든 산성이다.
성벽은 직사각형으로 다듬은 돌을 이용하여 이물려쌓기(돌의 단을 조금씩 들여 넣으면서 쌓는 일)를 하였는데, 총 연장 길이 6km, 높이 약 5m, 너비 4m로 남문, 북문, 동문이 있다.
성의 동쪽부분은 2중으로 성벽을 쌓았는데, 이러한 방식은 백제 때 나타나는 수법으로 미루어 백제의 성으로 추정된다. 기록에 의하면 고려말에 도강·탐진·보성·장흥·영암지역 백성들이 이곳에 들어와 왜구를 피했으며, 조선 태종(재위 1440∼1418) 때에 성을 고쳐 쌓았다고 한다.
지금 성 안에는 봉화를 올리던 봉수대, 수인사, 창고터 건물 흔적이 남아있다. 또한 성벽 안의 물이 흘러 나가게 만든 수구(水口)의 형태가 남아 있는데, 성벽 중간을 통하는 형식이어서 우리나라뿐만 아니라 일본에 있는 옛 산성의 연구에 중요한 자료로서 가치가 있다.

## 현지 안내문
성(城)이란 돌이나 흙으로 일정지역을 보호하고 행정이나 군사의 중심지로 활용하기 위해 쌓은 건조물을 말한다.
이 산성은 사방 둘레가 약 6km이고, 높이 4~5m, 너비 4m로 남문과 북문, 동문이 남아 있다. 성의 축조는 험한 산세를 이용하여 돌로 쌓았고, 성안에는 봉수대와 수인사터, 군 창고터 등이 남아 있다.
산성이 언제 축조되었는지는 정확하지 않으나, 신증동국여지승람에 '고려말에 왜구를 피해서 강을 건너, 탐진, 보성 장흥, 영암 등의 고을 사람들이 이곳에 들어와 난리를 피했다'고 기록되어 있어 고려 때에 이미 성이 있었던 것을 추정된다.
성의 동쪽부분은 2중으로 성벽을 쌓았고, 성은 내·외의 벽을 모두 돌로 쌓은 협축식으로 물림쌓기를 하였는데 헐리지 않게 조개껍질과 생석회에 모래를 섞어 접착을 하였다. 축조에 사용한 돌들은 직사각형이나 정사각형으로 다듬어 정교하게 쌓았는데 다른 산성에서 볼 수 없는 우수한 기법이다.

## 참고 자료
- 수인산성 - 국가유산청 국가유산포털